# Tetsuwan Girl
Tetsuwan Girl (鉄腕ガール?, Tetsuwan Gāru) è un manga di Tsutomu Takahashi, edito in Giappone da Kōdansha e in Italia da Star Comics. È ambientato in Giappone negli anni '50, dopo la sconfitta nella seconda guerra mondiale.

## Trama
La protagonista è Tome Kano, una ragazza orgogliosa e fiera, che inizialmente lavora in un locale. Un giorno si presenta Royal Sakaruba che sta organizzando una partita per promuovere il baseball femminile professionistico.